# Pehr von Afzelius
Pour les articles homonymes, voir Afzelius.
Pehr von Afzelius est un médecin suédois, né le 14 décembre 1760 à Larv (Vara) et mort le 2 décembre 1843 à Uppsala.
Il fait ses études à Paris et à Édimbourg. Il dirige le service de santé des armées suédoises durant l’expédition militaire en Finlande en 1789. Il enseigne à l’université d'Uppsala. En récompense des services rendus à la couronne, il est anobli. Il est membre de l’Académie royale des sciences de Suède.